# José Daniel Falla Robles
José Daniel Falla Robles (Bogotà, 7 ottobre 1956 – Soacha, 1º maggio 2021) è stato un vescovo cattolico colombiano.

## Biografia
José Daniel Falla Robles nacque a Bogotà il 7 ottobre 1956.

### Formazione e ministero sacerdotale
Frequentò la scuola elementare dal 1964 al 1968 e il liceo dal 1969 al 1974 presso il collegio maggiore "Nostra Signora del Rosario" a Bogotá. Studiò ingegneria industriale presso l'Universidad de los Andes a Bogotà. Presso lo stesso ateneo frequentò i corsi per un Master in Business Administration dal 1981 al 1982.
Nel 1987 entrò nel seminario maggiore "San Giuseppe" di Bogotà dove studiò filosofia dal 1987 al 1988 e teologia dal 1989 al 1992.
Il 28 novembre 1992 fu ordinato presbitero per l'arcidiocesi di Bogotà nella cattedrale arcidiocesana dal cardinale Mario Revollo Bravo. In seguito fu membro dell'equipe dei formatori del seminario minore di Bogotà dal 1993 al 1994; rettore dello stesso nel 1995; parroco della parrocchia di Nostra Signora del Campo dal 1996 al 2001; parroco della parrocchia di San Diego dal 2002 al 2004 e rettore del santuario del Cristo Caduto a Monserrate dal 2004 al 2009.
Fu anche membro della commissione arcidiocesana delle decime nel 1996; direttore esecutivo della Fondazione cassa di ausilio per il clero dal 1996; amministratore del seminario maggiore "San Giuseppe" di Bogotà dal 1996; membro del consiglio di amministrazione della Fondazione per la biblioteca del seminario dal 1997; membro del consiglio superiore della Fondazione di mutuo ausilio sacerdotale colombiano dal 1997; membro del consiglio presbiterale dal 2002, membro del collegio dei consultori dal 2005; membro del consiglio di amministrazione della Fondazione Buon Samaritano dal 2006; consigliere spirituale dell'Azione Cattolica arcidiocesana di Bogotá dal 2007 e membro della commissione per la formazione permanente del clero dal 2007.

### Ministero episcopale
Il 15 aprile 2009 da papa Benedetto XVI lo nominò vescovo ausiliare di Cali e titolare di Calama. Ricevette l'ordinazione episcopale il 20 giugno successivo nella basilica cattedrale dell'Immacolata Concezione a Bogotà dal cardinale Pedro Rubiano Sáenz, arcivescovo metropolita di Bogotà, co-consacranti l'arcivescovo Aldo Cavalli, nunzio apostolico in Colombia, e l'arcivescovo metropolita di Cali Juan Francisco Sarasti Jaramillo.
La XCIII assemblea dell'episcopato colombiano svolatasi nel luglio del 2012 lo elesse segretario generale della Conferenza episcopale. Nel luglio del 2015 fu riconfermato per un altro mandato.
Nel settembre del 2012 compì la visita ad limina.
Il 29 giugno 2016 papa Francesco lo nominò vescovo di Soacha. L'8 luglio terminò il mandato di segretario generale della Conferenza episcopale. Prese possesso della diocesi il 15 agosto successivo.
Morì a Soacha la mattina del 1º maggio 2021 all'età di 64 anni per COVID-19. La salma venne cremata. Le esequie si tennero la mattina del 13 maggio nella cattedrale di Gesù Cristo Nostra Pace a Soacha e furono presiedute da monsignor Luis José Rueda Aparicio, arcivescovo metropolita di Bogotà e primate di Colombia. Al termine del rito le ceneri furono tumulate nello stesso edificio.

## Genealogia episcopale
La genealogia episcopale è:
- Cardinale Scipione Rebiba
- Cardinale Giulio Antonio Santori
- Cardinale Girolamo Bernerio, O.P.
- Arcivescovo Galeazzo Sanvitale
- Cardinale Ludovico Ludovisi
- Cardinale Luigi Caetani
- Cardinale Ulderico Carpegna
- Cardinale Paluzzo Paluzzi Altieri degli Albertoni
- Papa Benedetto XIII
- Papa Benedetto XIV
- Papa Clemente XIII
- Cardinale Marcantonio Colonna
- Cardinale Giacinto Sigismondo Gerdil, B.
- Cardinale Giulio Maria della Somaglia
- Cardinale Carlo Odescalchi, S.I.
- Cardinale Costantino Patrizi Naro
- Cardinale Lucido Maria Parocchi
- Papa Pio X
- Papa Benedetto XV
- Papa Pio XII
- Cardinale Eugène Tisserant
- Papa Paolo VI
- Arcivescovo Angelo Palmas
- Cardinale Pedro Rubiano Sáenz
- Vescovo José Daniel Falla Robles